# Moczarek najmniejszy
Moczarek najmniejszy (Pelomys minor) – gatunek gryzonia z rodziny myszowatych. Występuje w Angoli, Demokratycznej Republice Konga, Tanzanii oraz Zambii. Zamieszkuje zarówno niziny jak i obszary górskie - do wysokości 2160 m n.p.m. Preferuje siedliska trawiaste - głównie wilgotne sawanny i doliny rzeczne. Pojawia się także na obszarach uprawnych.